# Del amor y otras soledades
Del amor y otras soledades és una pel·lícula dramàtica espanyola de 1969 dirigida per Basilio Martín Patino i protagonitzada Lucia Bosé, Carlos Estrada i María Massip. Era la segona pel·lícula del director després de Nueve cartas a Berta i va ser mal acollida per la crítica.

## Repartiment
La pel·lícula mostra la crisi matrimonial entre María, una dona de l'alta burgesia que ho ha tingut tot a la vida, i Alejandro, un home d'extracció humil que ha escalat socialment arribant a economista, professor d'universitat i executiu de gran empresa. Ella és farta de no disfrutar la vida, supeditada al seu marit, i ell es troba en una edat crítica fent balanç del passat.
- Lucia Bosé - María
- Carlos Estrada - Alejandro Lenador
- María Massip - Amalia
- Maria Aurèlia Capmany - Psicòloga
- Alfredo Mañas - Andrés
- Joaquim Jordà
- Carmelo A. Bernaola - Fernando
- Matilde Muñoz Sampedro - Mare de María
- Rafael Bardem - Pare de María
- Paloma Cela - Inmaculada
- Julia Peña
- Mario Pardo - Santi – estudiant d'econòmiques
- Manolo Otero - Nacho
- Iván Tubau
- Carmen Martínez Sierra - Muller de don Julio
- Juan José Otegui - Electricista
- Alfredo Santacruz - De la fàbrica d'electrodomèstics
- Marisol – Ella mateixa